# Деньги для Марии
«Деньги для Марии» — первая повесть Валентина Распутинa, опубликованная в 1967 году и принёсшая известность молодому писателю. 
Повесть была опубликована в сибирском альманахе «Ангара» и в том же году в журнале «Сибирские огни». В следующем году повесть вышла отдельной книгой в московском издательстве «Молодая гвардия», и впоследствии многократно переиздавалась, в том числе в 1976 году вышла в «Роман-газете» вместе с повестью «Последний срок». 
Повесть переведена на иностранные языки, на её основе создана пьеса, которая ставилась и ставится в театрах, по ней также снят фильм-спектакль 1985 года.

## Сюжет
Кузьма и Мария — обычные жители глухой сибирской деревни. У них четверо детей. Недавно они построили новый дом, взяв ссуду в колхозе, и до сих пор не рассчитались с долгами. В своё время Марию уговорили стать продавщицей в магазине, где до этого несколько продавцов попали под суд за растрату. Мария с колебаниями согласилась. Поздней осенью, после длительного перерыва, в магазине проводят ревизию, причём обнаруживают огромную недостачу в тысячу рублей. Ревизор готов не дать ход делу Марии, если через пять дней она внесёт недостачу; в противном случае она наверняка будет осуждена. Мария в ужасе и просит Кузьму спасти её: она не брала ничего из кассы магазина, однако могла ошибиться из-за неграмотности.
Денег у Кузьмы и Марии нет, к тому же такую огромную сумму они с трудом могут себе представить (на постройку дома они занимали семьсот рублей). Единственная возможность покрыть недостачу — взять в долг по знакомым. Кузьма обходит тех немногочисленных односельчан, у которых могут быть сбережения, и собирает лишь часть суммы. Единственный остающийся выход — поехать на поезде в город, чтобы попросить взаймы у своего брата Алексея, с которым они не виделись уже несколько лет после смерти отца. Пасмурным ветреным днём Кузьма отправляется на станцию. Он покупает билет в мягкий вагон (других билетов не оказалось) и едет ночь, вспоминая события последних дней. Не все, кто мог бы помочь Кузьме, дали ему взаймы. Его выручил председатель: он предложил тем нескольким специалистам колхоза, которые получают зарплату, ближайшую зарплату временно отдать Кузьме. Однако и после этого некоторые попросили свои деньги обратно.
Кузьме не по себе от того, что приходится просить деньги у других. В поезде он хочет ехать и ехать, чтобы не думать об этом. В купе он становится свидетелем спора пожилой пары, прожившей всю жизнь душа в душу, и молодого парня, от которого недавно ушла жена из-за того, что он пил. Наконец, утром в воскресенье поезд прибывает в город. Начинается снег, что Кузьма принимает за добрый знак. Он находит дом брата и звонит в дверь.

## Основные персонажи
- Кузьма, работник колхоза
- Мария, его жена
- Витька, их старший сын
- Василий, давний друг Кузьмы
- тётка Наталья, мать Василия, отдаёт Кузьме деньги, заготовленные ею самой на похороны
- председатель колхоза, отсидевший срок за то, что в конце 1940-х годов купил на проезжавшей барже бензин, необходимый для срочного сбора урожая в колхозе
- Евгений Николаевич, директор школы, даёт Кузьме сто рублей, всячески подчёркивая, что делает доброе дело
- дед Гордей, заходит к Кузьме с советами о том, у кого можно попросить денег
- Степанида, работница колхоза, имеющая сбережения, однако отказывающая Кузьме
- Галька, племянница Степаниды
- Комариха, деревенская гадальщица, приходит погадать Марии на картах
- Ревизор
- Алексей, брат Кузьмы

## Отзывы
И. А. Панкеев отмечает в монографии о творчестве Распутина, что именно с повестью «Деньги для Марии» критика связала появление в литературе большого, самобытного писателя; её же считал началом нового этапа в творчестве и сам автор: 
То основное, именно распутинское и ничьё больше, что угадывалось в рассказах, здесь проросло явно, сильно, упруго, чтобы затем утверждаться в последующих повестях: человек и люди, бытие и быт, материальное и духовное, жестокость и милосердие, добро и зло. Эти извечные нравственные категории, воплощенные в образах героев, писатель затем будет исследовать постоянно.
Послесловие к отдельному изданию повести 1968 года Феликс Кузнецов озаглавил словами «Писатель родился».
По мнению Александра Лагуновского, Распутин, придя в литературу, внёс в «деревенскую» прозу принципиально новый вопрос: «так ли уж идеальна и однородна деревня и является ли она в современном неспокойном мире оплотом нравственности и милосердия?» Попыткой дать ответ на этот вопрос является уже первая повесть писателя, которая «показала всю иллюзорность нравственного благополучия современной деревни, отразила тенденцию растущего отчуждения людей друг от друга, свойственную всему обществу в целом».
Отмечалось также, что в «Деньгах для Марии» автор «выводит такие явления природы, как ветер и снег, из пейзажного ряда, ставит их в ряд героев, — особенно ветер, который на протяжении всего произведения выполняет значительно более важную функцию, нежели только подтверждение неспокойного, нервного состояния Кузьмы и Марии» и выступает как «символ надчеловеческого протеста».

## Экранизации и постановки
- В 1985 году Владимир Андреев, Владимир Храмов двухсерийный фильм-спектакль по повести на базе Московского театра имени М. Н. Ермоловой (в главных ролях Наталия Потапова, Александр Михайлов)[4].

- В 2010 году в МХАТ им. Горького состоялась премьера одноимённого спектакля по повести, поставленного А. И. Дмитриевым (в главной роли Татьяна Шалковская)[5].